# Kepler-62f
Kepler-62f (również znana jako KOI-701.04) – planeta pozasłoneczna zaliczana do typu superziem, o promieniu 1,4 razy większym od promienia Ziemi. Krąży na orbicie wokół gwiazdy Kepler-62 i jest najdalszą z pięciu znanych planet tego systemu. Kepler-62f znajduje się około 1200 lat świetlnych (370 pc) od Ziemi w gwiazdozbiorze Lutni. Istnienie tej planety stwierdzono za pomocą metody tranzytu dzięki danym z Kosmicznego Teleskopu Keplera. Kepler-62f jest najprawdopodobniej planetą krążącą w ekosferze gwiazdy, a jej indeks ESI wynosi 0,67.